# Kępa Latoszkowa
Kępa Latoszkowa – dawna osada, obecnie jedno z osiedli w południowej części warszawskiej dzielnicy Wilanów, na terenie obszaru MSI Powsin w tarasie zalewowym Wisły. Kępa Latoszkowa znajduje się na północ od Latoszek i na zachód od Kępy Zawadowskiej. Położona jest wzdłuż ulicy Ruczaj i ulicy Rosy biegnącej wzdłuż rzeki Wilanówki. Teren Kępy Latoszkowej to głównie łąki i pola z rzadką zabudową jednorodzinną.

## Historia
Osada założona w 1831 roku, początkowo składała się z 10 gospodarstw. W 1864 została przyłączona do gminy Wilanów. W 1905 roku liczyła sobie 11 domów i 107 mieszkańców, w 1921 roku 14 domów i 80 mieszkańców.
W 1943 roku została tam przeprowadzona część operacji bojowej pod nazwą akcja Wilanów, skierowanej przeciwko niemieckim osadnikom mieszkającym w Kępie Latoszkowej. W jej wyniku we wsi spalono cztery domy i zabito 12 osób związanych z działalnością antypolską, w tym trzech granatowych policjantów oraz rodzinę i współpracowników Augusta Friedricha Borauna, przywódcy NSDAP w osadzie.
W 1951 roku wieś została włączona do Warszawy. Początkowo znajdowała się w dzielnicy Wilanów, od 1960 roku w dzielnicy Mokotów, od 1994 roku w gminie Warszawa-Wilanów, od 2002 roku ponownie w dzielnicy Wilanów.